# Jesús Etayo Zalduendo
Jesús Etayo Zalduendo (Pamplona el 12 de mayo de 1894 - 13 de mayo de 1951) fue un periodista español.

## Biografía
Era hijo del carlista Gervasio Etayo Eraso. Militante carlista desde muy joven, en 1915 fue elegido miembro de la Junta directiva de la Juventud Jaimista de Pamplona, desempeñando el cargo de bibliotecario. También fue vocal de la Academia Tradicionalista de Estudios.
En 1917, con veintitrés años, fue designado como director del diario El Pensamiento Navarro, portavoz oficial del carlismo en Navarra. Desde esa tribuna Etayo defendería a partir de 1919 una alianza entre el carlismo y del nacionalismo vasco a favor de los fueros de Navarra en su estado original, hablando de la «reintegración del Reino soberano».
Con motivo del cisma mellista que fracturó al partido jaimista en 1919, la línea editorial de El Pensamiento Navarro fue fundamental para lograr que el jaimismo navarro apoyase masivamente a Jaime III. Este cisma guardó estrecha relación en el ámbito navarro con el debate abierto en 1918 por los nacionalistas vascos sobre la reclamación de una autonomía vasca que incluyese a Navarra. De hecho los mellistas, dirigidos por Víctor Pradera, se manifestaron como contrarios, mostrándose partidarios a la Ley Paccionada de 1841 e integrándose en las candidaturas alfonsinas; al mismo tiempo que los jaimistas en cambio eran favorables, participaban en el «Comité Pro-Autonomía» y llegaron a pactar una coalición electoral, llamada «Alianza Foral», con los nacionalistas vascos. Los ataques mutuos entre mellistas, desde el periódico alfonsino Diario de Navarra, y jaimistas, desde El Pensamiento Navarro fueron constantes en esa coyuntura. En este contexto, Etayo en una conferencia pronunciada durante 1919 en el Círculo Carlista de Pamplona sobre «La Reintegración Foral de Navarra», afirmaba en relación a los mellistas que:

«Quienes recuerdan todo esto para separarnos material y espiritualmente a los navarros de los demás vascos son, precisamente, los que, en toda actuación fuerista de veras, ven brotes de separatismo de España y se erigen en apóstoles de Castilla y predican la unión de Navarra con Aragón».

En 1920, Etayo fue sucedido en la dirección del diario por Miguel Esparza, igualmente defensor de la colaboración con el nacionalismo vasco.
Con motivo de la polémica abierta por Víctor Pradera en relación al proyectado monumento de Homenaje a los defensores del Castillo de Maya en 1522, que descalificaba como «antiespañol», Etayo publicó un artículo titulado «Errores históricos del Sr. Pradera», el 12 de enero de 1921, sosteniendo que:

«Aquel partido agramontés era un partido nobilísimo que (...) fue leal a los Reyes proscritos, maldijo al usurpador y resistió los halagos de éste; aquel partido agramontés se parecía mucho, señor Pradera, al partido carlista que, a pesar de las constituciones y de los reconocimientos oficiales hasta de la Santa Sede, nunca dejó de rendir culto a la legitimidad proscrita y en este partido carlista ha militado el señor Pradera durante treinta años. Y porque hay esta semejanza, entre otras razones, el carlismo navarro ha acogido con entusiasmo el pensamiento magnífico de la Comisión de Monumentos de honrar la santa memoria de aquellos Mártires de la Patria Navarra y de la Legitimidad».

En enero de 1922 fue nombrado archivero de la Diputación de Navarra. Por acuerdo de idéntica fecha fue también responsable de la cátedra de Historia de Navarra que la Diputación había creado anteriormente. Un año más tarde, en febrero de 1923, fue nombrado académico correspondiente de la Real Academia de la Historia.
Posteriormente formó parte de la redacción, desde su creación en marzo de 1923, del diario La Voz de Navarra, vinculado al nacionalismo vasco. En 1927 se opuso a la modificación del cupo del Convenio Económico que realizó José Calvo Sotelo, ministro de Hacienda de la Dictadura de Primo de Rivera, por considerarla «antiforal», por lo que tuvo varios enfrentamientos con Diario de Navarra. Fue crítico con la influencia del tradicionalista francés Charles Maurras.
Murió el 13 de mayo de 1951. Con motivo de su fallecimiento, el periodista Miguel Ángel Astiz publicó un artículo de homenaje a su figura en la revista Pregón de San Fermín 1951, en el cual señalaba que:

«Era un viejo carlista foral, de esencia antigua, sobre el que habían pasado como aguas livianas, los acontecimientos de tantos años. Su entronque carlista, su foralismo se remontaba a la primitiva pureza, desconocida para muchos, y al conocimientos y verdadera comunión de pensamientos con las gentes de nuestra tierra cuando se alistaron bajo las banderas del realismo, de las de Carlos María Isidro, de las mismas de Carlos VII».

En tiempos recientes ha sido reivindicado desde posiciones de la izquierda abertzale como «un ejemplo relevante de patriota surgido del carlismo que, sin pasar por el nacionalismo vasco, reclamó con vehemencia y autoridad intelectual la unidad y libertad de Euskal Herria», eludiendo su trayectoria posterior durante la Segunda República y el franquismo. De hecho, la editorial Txalaparta, vinculada al entorno proetarra, llegó a editar en 2004 un libro titulado «Navarra, una soberanía secuestrada: historia y periodismo (1923-1931)» con una recopilación de artículos de Jesús Etayo sobre el foralismo navarro, citando como autor al propio Etayo, aunque éste no publicó jamás dicho libro. Fue editado por su hijo Javier Etayo Goñi, partidario de la integración de Navarra en el País Vasco.